# 円盤飛来
「円盤飛来」は、ロックバンド、Hello Sleepwalkersのメジャーデビュー後では1枚目のシングル。

## 概要
- 前作「センチメンタル症候群」より約8か月ぶりのシングル。2012年6月6日発売。
- 歌詞に含まれる「July 20」 とは人類が初めて月面に到達した日を表している。
- 「21」のタイトルは作曲当時の彼らの年齢"21歳"と"21世紀"に由来する。

## 収録曲

### CD
1. 円盤飛来
  - 作詞作曲：シュンタロウ 編曲：Hello Sleepwalkers
2. 21
  - 作詞作曲：シュンタロウ 編曲：Hello Sleepwalkers